# NGC 7262
NGC 7262 (również PGC 68737) – galaktyka soczewkowata (S0), znajdująca się w gwiazdozbiorze Ryby Południowej. Odkrył ją John Herschel 27 września 1834 roku.